# Karamanite
Karamanite (bulgariska: Караманите) är ett distrikt i Bulgarien.   Det ligger i kommunen Obsjtina Văltjidol och regionen Oblast Varna, i den nordöstra delen av landet, 300 km öster om huvudstaden Sofia.
Trakten runt Karamanite består till största delen av jordbruksmark. Runt Karamanite är det ganska glesbefolkat, med 30 invånare per kvadratkilometer.